# Mangiatoia

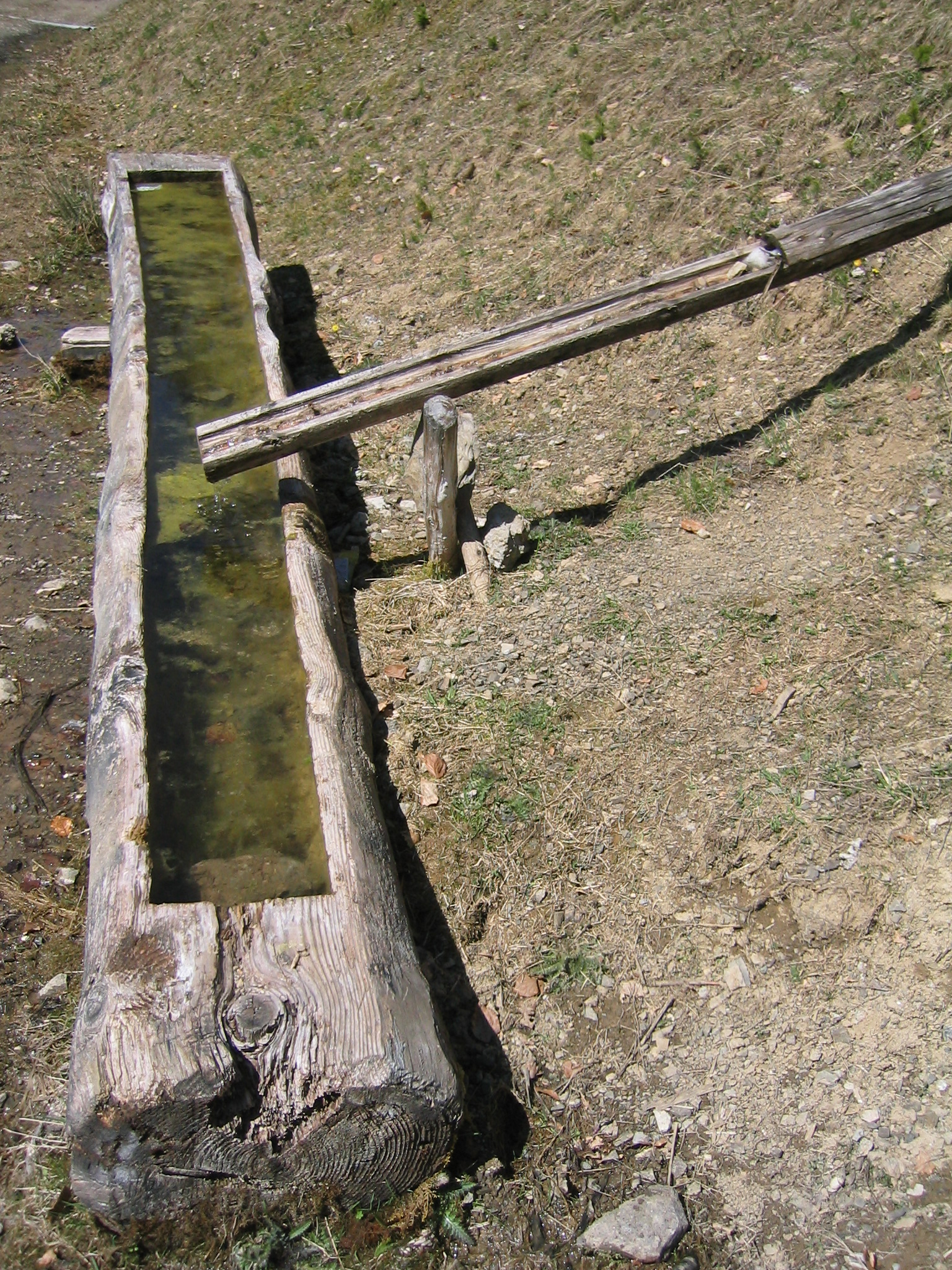
Abbeveratoio in legno

Una mangiatoia è un trogolo di pietra o di legno usato per dar da mangiare e da bere agli animali (ad esempio in una stalla). Le mangiatoie sono usate soprattutto nelle fattorie per sfamare equini, caprini, ovini, bovini o suini, ma talvolta anche sono utilizzate anche per animali selvatici, ad esempio nelle riserve naturali.
La mangiatoia è anche un simbolo cristiano, associato alla scena della Natività in cui Maria depone Gesù bambino in una mangiatoia. (Luca 2,7).